# غريغ سميث (منتج أفلام)
غريغ سميث (بالإنجليزية: Greg Smith)‏ هو منتج أفلام بريطاني، ولد في 4 نوفمبر 1939 في لندن في المملكة المتحدة، وتوفي بنفس المكان في 19 فبراير 2009.

## وصلات خارجية
- غريغ سميث على موقع IMDb (الإنجليزية)
- غريغ سميث على موقع قاعدة بيانات برودواي على الإنترنت (الإنجليزية)
- غريغ سميث على موقع قاعدة بيانات الفيلم (الإنجليزية)